# Regina Barzilay
Pour les articles homonymes, voir Barzilay.
Regina Barzilay, née en 1970 en URSS, est une professeure au Massachusetts Institute of Technology (MIT) et une membre du MIT Computer Science and Artificial Intelligence Laboratory. Ses recherches portent sur le traitement automatique du langage naturel et les applications de l’apprentissage profond à la chimie et l’oncologie.

## Biographie
Regina Barzilay est née en 1970 en URSS, sur le territoire qui correspond aujourd’hui à la Moldavie. Elle grandit dans une petite communauté juive. La dislocation de l’URSS cause une instabilité politique dangereuse, et beaucoup de familles de la communauté émigrent en Israël. Les parents de Barzilay se décident à les suivre, et déménagent dans la région de Tel Aviv. Barzilay rejoint presque immédiatement un kibboutz, ou elle travaille alternativement dans une usine d’électronique et comme cueilleuse d’amandes.
Regina Barzilay a obtenu un baccalauréat universitaire en sciences puis une maîtrise à l’université Ben Gourion du Néguev. Elle a ensuite obtenu un doctorat en informatique à l’université Columbia à New York, supervisé par Kathleen McKeown (en). Dans le cadre de sa thèse de doctorat, elle a dirigé le développement de Newsblaster, un système informatique qui reconnaît des histoires à partir de différentes sources d'information comme étant sur le même sujet, et en paraphrase différents éléments pour créer un résumé de façon automatique.
Après son doctorat, Barzilay a passé un an comme chercheuse postdoctoral à l’université Cornell. Elle a commencé ses recherches en oncologie à la suite d'un diagnostic de cancer du sein en 2014, puis a été nommée professeure de génie électrique et d’informatique au MIT en 2016.
Barzilay a remporté le prix MacArthur en 2017.
En linguistique informatique, Barzilay crée des algorithmes qui apprennent les langues communes comme l’anglais pour analyser des langues plus rares. Elle applique l’apprentissage automatique à l’oncologie, et collabore avec les médecins et les étudiants pour concevoir des modèles d’apprentissage qui utilisent des images, du texte, et des données structurées, afin d’identifier les tendances qui influencent le diagnostic précoce, le traitement et la prévention de la maladie.

## Récompenses et distinctions
- Prix CAREER de la Fondation nationale pour la science en 2005[10]
- prix MacArthur en 2017[7]
- membre AAAI en 2018[11]

## Crédit d'auteurs
- (en) Cet article est partiellement ou en totalité issu de l’article de Wikipédia en anglais intitulé « Regina Barzilay » (voir la liste des auteurs).